# Afinidade por próton
A afinidade protônica, Epa, de um ânion ou de um átomo ou molécula neutros é a medida de sua basicidade em estado gasoso. É a energia liberada em tais reações:
A− + H+ → HA
B + H+ → BH+
Essas reações são sempre exergônicas no estado gasoso, isto é, a energia é liberada à medida que a reação ocorre no sentido direto. Entretanto, a afinidade protônica é convencionalmente dada em oposição à convenção dos sinais de outras propriedades termodinâmicas: um Epa positivo indica perda de energia para o sistema. Essa é a mesma convenção dos sinais utilizada na afinidade eletrônica.

## Química dos ácidos e bases
Quanto maior for a afinidade protônica, mais forte será a base e fraca será o ácido conjugado na fase gasosa. A base mais forte conhecida é o ânion de carboneto (Epa = 1743 kJ/mol), levemente mais forte que o íon hidreto (Epa = 1675 kJ/mol), fazendo do metano o mais fraco ácido protônico no estado gasoso, seguido pelo gás hidrogênio. A mais fraca base é o átomo de hélio (Epa = 177,8 kJ/mol)), fazendo do íon hidrohélio(+1) o mais forte ácido protônico.

## Hidratação
A afinidade protônica ilustra o papel da hidratação na acidez da fase aquosa de um ácido de Brønsted. O ácido fluorídrico é fraco em solução aquosa (pKa = 3,15) e é um ácido muito forte no estado gasoso (Epa(F-) = 1554 kJ/mol): o íon fluoreto assim como o SiH3- no estado gasoso, mas sua basicidade é reduzida em solução aquosa porque ele é bastante hidratado e, consequentemente, estabilizado. O contraste é ainda mais marcante para a hidroxila (Epa = 1635 kJ/mol), um dos mais fortes aceptores de prótons na fase gasosa. Suspensões de hidróxido de potássio em dimetilsulfóxido (que não dissolve a hidroxila tão eficientemente quanto a água) são mais básicas que soluções aquosas e são capazes de desprotonar alguns ácidos fracos, como o trifenilmetano (pKa = ca. 30).